# Yang Wenjun
Dans ce nom, le nom de famille, Yang, précède le nom personnel.
Pour les articles homonymes, voir Wenjun.
Yang Wenjun (25 décembre 1983 à Yichun, Jiangxi) est un céiste chinois pratiquant la course en ligne.
Double champion olympique en 2004 à Athènes et 2008 à Pékin en C2 500m.